# Сахаров, Павел Иванович
Павел Иванович Сахаров (21 июля 1918, Ивановская область — 24 октября 1985, Иваново) — советский лётчик-ас истребительной авиации Военно-морского флота, участник Великой Отечественной войны, Герой Советского Союза (5.11.1944). Полковник (7.08.1959).

## Биография
Родился 23 июля 1918 года в селе Горки-Павловы (ныне Каминский) Ивановской губернии (в настоящее время Родниковский район Ивановской области) в семье крестьянина. Русский. Окончил 7 классов неполной средней школы и школу шофёров в городе Владимире. Работал водителем Ивановского научно-исследовательского института хлопчатобумажной промышленности. 

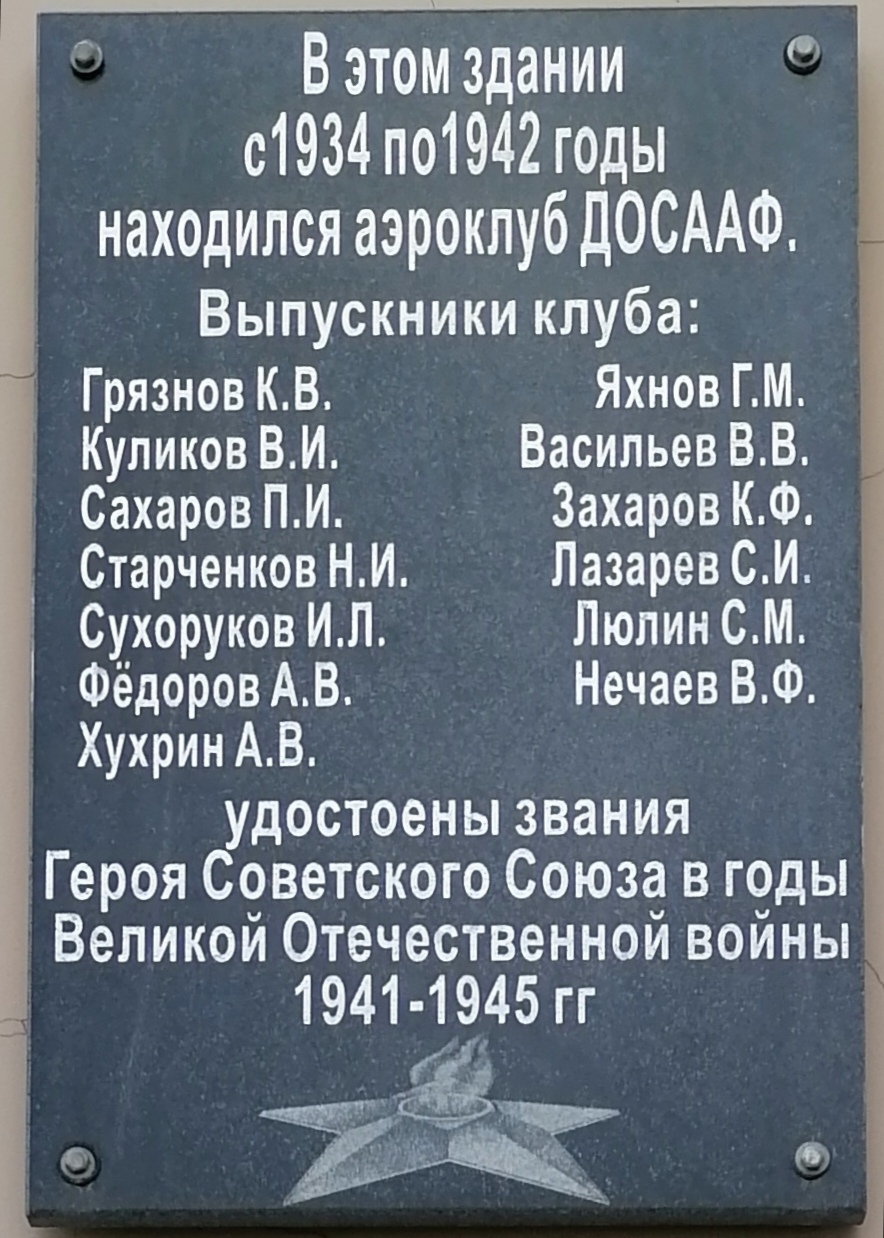
Мемориальная доска в Иванове, ул. Красной Армии, 3/5

В декабре 1937 года поступил в Ивановский городской аэроклуб, в декабре 1938 года окончил его и работал в нём лётчиком-инструктором.
В Красной Армии с декабря 1940 года. В 1941 году досрочно окончил Серпуховскую объединённую военную школу пилотов и авиамехаников. Направлен в 12-й  истребительный авиационный полк. 
Участник Великой Отечественной войны с июня 1941 года. Боевое крещение получил в составе 57-го смешанного авиационного полка ВВС Западного фронта, летал на истребителе И-153 «Чайка». 6 ноября 1941 года в воздушном бою в окрестностях Серпухова сержант Сахаров одержал первую воздушную победу, сбив немецкий истребитель Ме-110. За этот подвиг был награждён орденом Красного Знамени. В декабре 1941 года отозван с фронта и направлен командиром звена в 13-й запасной истребительный авиационный полк (город Кузнецк), где освоил истребитель Як-1. Член ВКП(б)/КПСС с 1942 года. 
С марта 1942 года — вновь на фронте, командир звена 20-го истребительного авиационного полка (Ленинградский фронт), летал на Як-1. Участвовал в обороне Ленинграда. В июле 1942 года весь полк был передан в состав ВВС Северного флота), там Сахаров участвовал в обороне Заполярья и водил группы истребителей на сопровождение штурмовиков, бомбардировщиков и торпедоносцев, летал на разведку караванов судов и вражеских аэродромов, наносил штурмовые удары по батареям и складам противника. В сентябре 1942 года в воздушном бою в районе аэродрома Луостари в Мурманской области он сбивает свой второй самолёт, а в 1943 году он лично сбил 5 самолётов противника.
30 декабря 1943 года вместе со своим ведомым младшим лейтенантом Шевченко вылетел по тревоге. Над соседним аэродромом, где базировались бомбардировщики, они обнаружили пару «мессершмиттов». Фашисты оказались опытными лётчиками. Они свободно вели бои и на вертикалях, и на горизонталях. Наши лётчики решили пойти на хитрость. Шевченко имитировал падение и незаметно ушёл в сторону. Сахаров в это время продолжал вести бой на виражах. Набрав высоту, Шевченко спикировал на «мессершмитт» и открыл огонь. Немец попытался увернуться от трасс и попал в прицел Сахарова. После меткой очереди фашист упал в Ваенгское озеро. Это была седьмая победа Сахарова.
В мае 1944 года Сахаров был назначен командиром эскадрильи 78-го истребительного авиационного полка 6-й истребительной авиационной дивизии ВВС Северного флота. Там освоил истребитель Р-40 «Киттихаук». К началу августа 1944 года командир эскадрильи 78-го истребительного авиационного полка ВВС Северного флота капитан П. И. Сахаров совершил 137 боевых вылетов, в 18 воздушных боях сбил лично 9 самолётов противника. Кроме того, им лично были потоплены транспорт и каботажное судно, уничтожены 2 склада и повреждён один транспорт.
Указом Президиума Верховного Совета СССР от 5 ноября 1944 года «за образцовое выполнение боевых заданий Командования на фронте борьбы с немецкими захватчиками и проявленные при этом отвагу и геройство» капитану Павлу Ивановичу Сахарову присвоено звание Героя Советского Союза с вручением ордена Ленина и медали «Золотая Звезда» (№ 5054).
Боевые действия полка в Заполярье завершились его участием в Петсамо-Киркенесской операции, в ходе которой Павел Сахаров одержал ещё 2 личные воздушные победы. 
За весь срок своего участия в Великой Отечественной войне Сахаров П. И. совершил 225 боевых вылетов, лично сбил 11 и в группе 1 самолёт противника. Принимал участие в потоплении 2 транспортов и каботажного судна, уничтожил лично 5 мотоботов, 2 батареи зенитной артиллерии, 13 автомашин, склад с боеприпасами. Его эскадрилья только к 1944 году сбила 14 самолётов, потопила 15 и повредила 3 корабля противника.
После войны продолжал службу в морской авиации. С января 1946 по ноябрь 1947 года служил командиром эскадрильи во 2-м гвардейском истребительном авиационном полку имени Б. Ф. Сафонова ВВС Северного флота. Затем был направлен на учёбу и в 1948 году окончил Высшие офицерские курсы авиации ВМС в Риге. С ноября 1948 по сентябрь 1950 года командовал эскадрильей 10-го гвардейского истребительного авиаполка ВВС 4-го ВМФ (Балтийское море). В 1955 году окончил Военно-воздушную академию. По окончании академии в мае 1955 года назначен командиром 781-го истребительного авиационного полка ВВС Тихоокеанского флота. В январе 1957 года полк был в полном составе передан в Войска ПВО страны, где проходила дальнейшая служба П. И. Сахарова. С апреля 1958 года служил заместителем начальника штаба по боевому управлению 30-го отдельного Туркестанского корпуса ПВО. С марта 1961 года полковник П. И. Сахаров — в запасе.
Жил в городе Иванове. Работал заместителем руководителя ДОСААФ, затем заместителем по гражданской обороне Ивановского автопредприятия. 
Умер 24 октября 1985 года. Похоронен в городе Иваново на кладбище Балино.

## Награды
- Герой Советского Союза (5.11.1944)
- Орден Ленина (5.11.1944)
- Три ордена Красного Знамени (6.01.1942, 2.10.1943, 30.10.1944)
- Два ордена Отечественной войны 1-й степени (26.03.1943, 11.03.1985)
- Орден Красной Звезды (30.12.1956)
- Медаль «За боевые заслуги» (17.05.1951)
- Медаль «За оборону Ленинграда»
- Медаль «За оборону Советского Заполярья»
- Другие медали

## Память
- Бюст П. И. Сахарова, в числе 53-х лётчиков-североморцев, удостоенных звания Героя Советского Союза, установлен в посёлке Сафоново на Аллее Героев около музея ВВС СФ.
- Его имя присвоено истребителю-перехватчику МиГ-31 174-го гвардейского Краснознамённого истребительно-авиационного Печенгского полка.
- Его именем названа улица в Иванове (1987).
- Его имя увековечено на мемориалах Героев в городах Иваново и Родники.
- Мемориальная доска установлена в Иванове на улице Сахарова[6].
- На кладбище Балино установлен надгробный памятник.